# كودي غلين
كودي غلين (بالإنجليزية: Cody Glenn)‏ هو لاعب كرة قدم أمريكية أمريكي، ولد في 6 أكتوبر 1986 في روسك في الولايات المتحدة.

## وصلات خارجية
- كودي غلين على موقع مرجع كرة القدم المحترفة.كوم (الإنجليزية)